# Ny församling
För andra betydelser, se Ny församling (olika betydelser).
Ny församling var en församling i Västra Värmlands kontrakt i Karlstads stift. Församlingen låg i Arvika kommun i Värmlands län och ingick i Arvika pastorat. 1 januari 2023 uppgick församlingen i Arvika-Ny församling.

## Administrativ historik
Församlingen har medeltida ursprung.
Församlingen har varit och är en annexförsamling i ett pastorat med Arvika församling som moderförsamling.1  januari 2023 uppgick församlingen i Arvika-Ny församling.

## Kyrkor
- Ny kyrka